# Mene rhombea
Mene rhombea es una especie extinta de pez perciforme perteneciente a la familia Menidae. Durante el Eoceno Medio (época del Lutetiano), hace entre 48 a 40 millones de años, estos peces vivieron en el mar de Tetis, un gran mar tropical en el área correspondiente al actual mar Mediterráneo. Este mar se extendía entre los continentes de Gondwana y Laurasia. En esa época, donde se sitúa hoy el Monte Bolca, M. rhombea, y su pariente, M. oblonga, vivieron en una laguna tropical.

## Descripción
Mene rhombea tenía un cuerpo comprimido lateralmente, con aletas pélvicas muy largas y delgadas y una ancha aleta caudal de forma triangular. Como se ha sugerido a partir de las pequeñas bocas vueltas hacia arriba de los fósiles, y en parientes modernos como Mene maculata, los miembros de esta especie eran planctívoros. La especie muestra una cercana afinidad con las especies contemporáneas que habitaban en los ecosistemas de arrecifes de coral de los mares cálidos Indopacíficos.

## Distribución
Sus fósiles de gran valor proceden del lagerstätte de Monte Bolca, situado a unos 30 kilómetros del noreste de Verona, Italia.

## Galería

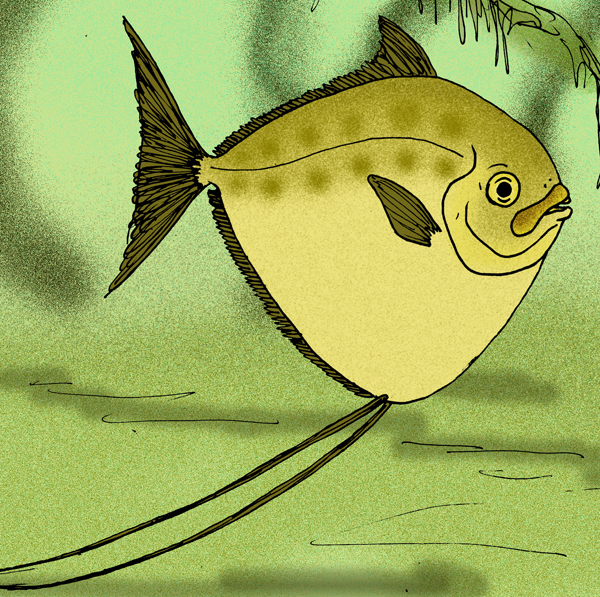
Recreación de Mene rhombea
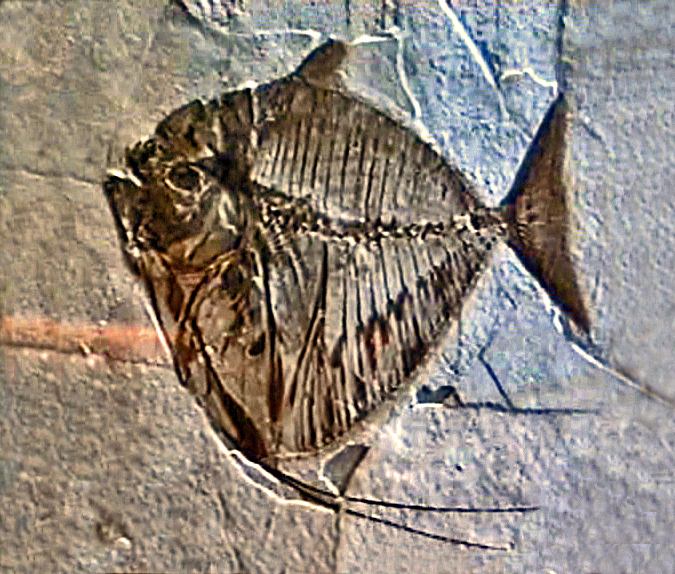
Mene rhombea, del Monte Bolca, Verona, en el Naturhistorisches Museum, Viena.
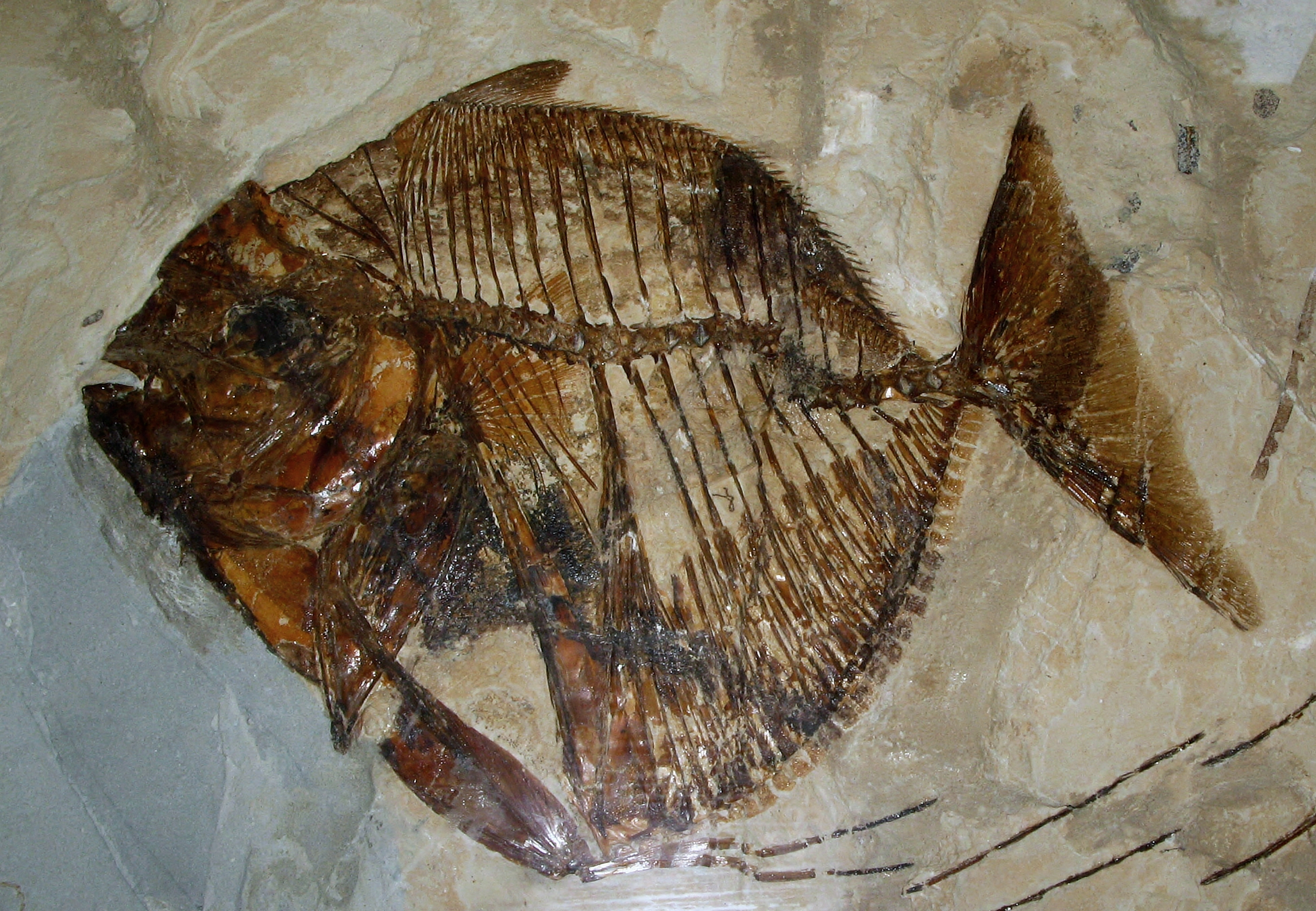
Mene rhombea, del Monte Bolca, Verona, en el Museo Mineralógico Kupferdreh, Essen.